# أندرياس كوتيلنيك
أندرياس كوتيلنيك (بالأوكرانية: Котельник Андрій Миколайович) مواليد 29 ديسمبر 1977 في لفيف، هو ملاكم أوكراني يصنف ضمن فئة وزن خفيف الوسط. حقق بطولة رابطة الملاكمة العالمية. حقق الميدالية الفضية في الألعاب الأولمبية الصيفية 2000.

## إحصائيات
خاض خلال مسيرته 37 نزالا، فاز في 32 وتعادل في 1 وخسر في 4. فاز بالضربة القاضية في 13 نزالا.

## الميداليات
| الميدالية | المسابقة                       |
| --------- | ------------------------------ |
| فضية      | الألعاب الأولمبية الصيفية 2000 |

## روابط خارجية
- أندرياس كوتيلنيك على موقع بوكس ريك (الإنجليزية) (registration required)
- أندرياس كوتيلنيك على موقع اللجنة الأولمبية الدولية (الإنجليزية)
- أندرياس كوتيلنيك على موقع أوليمبيديا (الإنجليزية)